# بیلی گیبسون (بازیکن فوتبال، زاده ۱۹۹۰)
بیلی گیبسون (انگلیسی: Billy Gibson؛ زادهٔ ۳۰ سپتامبر ۱۹۹۰) بازیکن فوتبال اهل بریتانیا است.
از باشگاه‌هایی که در آن بازی کرده‌است می‌توان به باشگاه فوتبال کمبریج یونایتد، باشگاه فوتبال ویلدستون، باشگاه فوتبال یئوویل تاون، باشگاه فوتبال همل همپستید تاون، باشگاه فوتبال براینتری تاون، و باشگاه فوتبال واتفورد اشاره کرد.